# Ari Boulogne
Pour les articles homonymes, voir Boulogne.
Ari Boulogne est un photographe et acteur de cinéma français né le 11 août 1962 à Neuilly-sur-Seine (Hauts-de-Seine) et mort le 20 mai 2023 à Paris 15e, appelé à sa naissance Christian Aaron Päffgen.
Il est élevé jusqu'à l'âge de cinq ans par sa mère, la chanteuse, mannequin et actrice allemande Christa Päffgen, dite « Nico ». Sa mère a effectué pour lui, avant sa majorité, mais sans succès, une demande de reconnaissance en paternité auprès de l'acteur de cinéma français Alain Delon. 
Sa grand-mère paternelle Édith Boulogne (née Arnold et mère de Delon) l'amène en France à l'âge de cinq ans, le place en pension l'année suivante, puis lui impose à l'âge de quinze ans un changement de patronyme et de nationalité, qui l'amène à fuguer pour rejoindre sa grand-mère maternelle et sa mère à l'étranger. Sous la direction des partenaires artistiques puis du compagnon de celle-ci, il a tourné dans huit films français et américains sortis entre 1966 et 1991 et également exercé le métier de photographe.

## Biographie

### Origines et famille
Ari Boulogne est le fils de la chanteuse, mannequin et actrice allemande Christa Päffgen dite « Nico » (Cologne 1938 - Ibiza 1988), qui l'a appelé « Christian Aaron Päffgen », en référence au personnage de Paul Newman dans Exodus, avec « le pouvoir d'effacer le péché de l'Allemagne » pendant la Seconde Guerre mondiale. Toutefois, selon certaines sources, ses initiales « C » et « A » répliquent aussi les prénoms de sa mère et d'Alain Delon. Son grand-père maternel, allemand, « opiomane sur un house-boat à Srinagar au début des années 1930 et ami de Gandhi », est mort à la guerre quatre ans après la naissance de Nico.
Installée à Paris au milieu des années 1950, égérie de Chanel, sa mère Nico s'impose comme l'un des modèles mannequins les plus sollicités de l'époque dès la fin des années 1950. Elle est remarquée en 1959 dans le film La dolce vita de Federico Fellini, tourné entre le printemps et l'été 1959. Nico rencontre juste après la sortie du film, l'acteur français Alain Delon sur l'île italienne d'Ischia, au cours du tournage de Plein Soleil, qui se déroule du 3 août au 22 octobre 1959. Tous deux, se revoient à New York deux ans après, puis à Las Vegas, entretenant une liaison, obsessionnelle et amoureuse, selon ses propos à ses amis, quatre mois plus tard à Paris ainsi qu'à sa mère, laquelle lui demande d'épouser Alain Delon ou d'avorter. La relation avec Delon est toutefois de très courte durée selon ce dernier, qui à cette période, est officiellement fiancé avec Romy Schneider. L'acteur dément formellement l'affirmation de Nico puis de sa propre mère Édith Delon, selon lesquelles Ari Päffgen serait son fils. Sa liaison avec Romy Schneider se poursuit pendant encore deux ans et ne s'achève qu'au tout début de celle avec l'actrice Nathalie Delon. Celle-ci lui donne le 30 septembre 1964 son premier fils officiellement reconnu, Anthony Delon, six semaines après leur mariage.

### Naissance et petite enfance
Ari naît en août 1962 à la clinique du Belvédère de Neuilly-sur-Seine, Nico vivant à cette époque dans l'appartement prêté à Paris par son compagnon Nikos Papatakis, auquel elle se confie. Il lui déconseille tout chantage à Delon et rompt avec elle. Quelques mois plus tard, elle doit tenir le premier rôle du film Strip-tease, de Jacques Poitrenaud. Peu informée, elle omet de déclarer la naissance au consulat d'Allemagne à Paris et quitte la France six semaines plus tard, pour s'installer avec la grand-mère maternelle d'Ari en Espagne franquiste, à Ibiza. 
Elle écrit à Alain Delon pour l'en informer mais il ne répond pas. Elle lui présente ensuite le nouveau-né sur un tournage, devant les autres acteurs, ce dont se souvient Nathalie Delon, également présente.

### Enfance à Londres, Ibiza, New York et Montfort-l'Amaury
En 1959, à l'âge de 21 ans, Nico décroche un grand contrat avec l'agence Ford de New York, pour un triple profil international de mannequin, chanteuse et actrice, garantissant des revenus stables et confortables, car elle souhaite pourvoir durablement aux besoins de sa mère malade, « Grete » Schulz (1910-1970), laquelle prend soin du nouveau-né à Ibiza. 
Le très jeune Ari Päffgen apparaît en compagnie de sa mère, dans son propre rôle, dans le film Chelsea Girls (1966), signé Andy Warhol et Paul Morrissey, puis dans un autre film de la même année, Ari and Mario.
Dès 1967, la grand-mère maternelle d'Ari, dont la maladie de Parkinson s'aggrave, écrit à la mère d'Alain Delon, Édith Boulogne, pour lui dire son incapacité à continuer de s'occuper d'Ari ainsi que la difficulté de sa fille Nico à élever seule un enfant, du fait de sa carrière internationale.
Édith Boulogne vient chercher l'enfant, âgé de cinq ans, aux Baléares et le ramène en France, à Bourg-la-Reine (Seine) pour l'élever sans sa mère et sans prévenir cette dernière. 
Dès 1968, l'année suivante, au prétexte de l'affaire Marković, afin de le « protéger des photographes », l'enfant de six ans est mis en pension à Saint-Louis du Bel-air, institution catholique de Montfort-l'Amaury (Yvelines) où se pratiquent des châtiments corporels sévères. Le jeune enfant y demeure pendant neuf ans, ne revoyant sa mère qu'une seule fois, ou deux selon les sources, notamment lors du tournage d'un film en 1972.
Alain Delon s'irrite de la situation et demande expressément à sa mère de choisir entre l'enfant et lui avant de se brouiller durablement avec elle. Édith Boulogne déclarera : « personne ne pourra jamais m'enlever la certitude qu'Ari est le fils de mon fils,. » Dès lors, l'existence de l'enfant est dissimulée à plusieurs personnes, notamment Anthony Delon, de deux ans plus jeune. Chez sa grand-mère, ce dernier joue avec les jouets d'Ari, qui devient une sorte « d'enfant du placard », sans savoir que sa mère le recherche.

### Retour de sa mère en France et tournages de Philippe Garrel
En 1969 puis 1971, décèdent Brian Jones et Jim Morrison, deux concubins successifs de sa mère. Nico revient alors vivre en France. Le cinéaste français Philippe Garrel, rencontré en 1969, devient son nouveau compagnon.
Ainsi, dès l'âge de 10 ans, Ari se prend d'affection pour celui qui devient le « parrain idéal », faute de pouvoir l'adopter. Ce dernier consacre pas moins de sept films à sa mère et le fait jouer dans la plupart.
Dès 1972, Garrel lui donne ainsi un rôle de premier plan, celui du petit frère, dans La Cicatrice intérieure, tourné au Nouveau-Mexique (États-Unis), en Islande et en Égypte, où Nico joue aussi, tout en assurant la bande-son, avec plusieurs chansons. Lors du tournage, Ari se crée des « souvenirs enchanteurs » et adore sa réplique « Tu ne me fais pas peur », qu'il regrette plus tard de ne pas avoir adressée directement à son père putatif, Alain Delon,.
Trois autres films de Philippe Garrel en hommage à leur histoire sont primés, notamment L'Enfant secret en 1979, long-métrage qui obtient le prix Jean-Vigo lors de sa sortie en France, en 1982. Il met en scène plusieurs relations extra-conjugales d'une artiste, dont l'un des amoureux, brisé par la rupture, se réfugie dans la mescaline puis doit être interné en psychiatrie pour un traitement par électrochocs. La relation reprend quand il en sort, mais son ex-amante, dévastée par le décès de sa mère et la perte de la garde de son enfant, se réfugie dans l'héroïne. J'entends plus la guitare, film français très largement auto-biographique lui aussi, sort en 1991 et obtient un Ours d'argent à Berlin, dédié à Nico, morte peu de temps auparavant. Le héros y est amoureux d'une femme mais préfère la quitter car il a rencontré une autre femme qui l'aide à décrocher de la drogue. À l'issue de l'une des scènes très réaliste, inspirée d'une visite de Garrel et Nico à Ari Boulogne dans sa famille d'adoption, le héros demande à Nico : « Pourquoi ne vivrions-nous pas ensemble tous les trois ? » et elle bredouille : « Sa grand-mère ne voudra pas me le rendre ». Selon Ari à cette période, sa grand-mère Édith Boulogne « diabolise » Nico à cause de l’héroïne et voit dans Philippe Garrel, malgré son apparence de « doux mari », un pur « marginal », un « hippie », à qui elle doit, pour lui parler, relever la mèche qui cache ses yeux.

### Adolescence, apprenti-cuisinier et fuite
Édith Boulogne fait miroiter à Ari le jour où Delon va le contacter pour finalement reconnaître sa paternité, tout en lui demandant de ne pas prononcer son nom. En 1977, à 15 ans, il est adopté par l'époux d'Édith, Paul Boulogne, charcutier. Ari doit ainsi changer de nom de famille et de nationalité, peu après avoir vu sa mère.
À 16 ans, Ari entre dans une double révolte contre la diabolisation de sa mère entretenue par Édith Boulogne et le changement de nom qui lui a été imposé l'année précédente. Il arrête sa scolarité et devient apprenti cuisinier,. L'expérience est brève : pendant ses vacances scolaires, il fuit chez sa grand-mère, à Ibiza. Il y retrouve ainsi sa mère puis la suit, lors de ses concerts et tournées en Europe. Souhaitant se rapprocher de cette mère perdue de vue depuis dix ans et rester près d'elle, il est dès lors, directement exposé à la consommation d'héroïne. Sa mère considère désormais Édith Boulogne comme une « voleuse d'enfants ».

### Rencontre avec les Delon père et fils
À l'automne 1981, à l'âge de 19 ans, Ari croise Serge Gainsbourg dans une discothèque,, lequel a joué avec sa mère, dans le film Strip-tease peu après sa naissance, écrivant même la chanson-titre du film pour elle, avant de la remplacer par Juliette Greco, puis de le regretter au vu du succès international de Nico.
Gainsbourg décide d'organiser une rencontre entre le fils de Nico et Anthony Delon, à l'Élysée-Matignon. Tous deux discutent longuement, sortent à nouveau en discothèque et Ari est invité à dormir quelques jours chez Anthony Delon, 17 ans et sa compagne. Toutefois, Ari mentionnera plus tard ne pas avoir ressenti de grandes affinités avec Anthony, en raison d'une « complicité impossible ». Par ailleurs, Ari s'intéresse à des œuvres et expressions différentes : les écrits d'Edgar Poe, les films de Fritz Lang, la musique du groupe Joy Division... et il voue « un culte » à sa mère.
Ari ne rencontre Alain Delon qu'en de très rares occasions. Ce dernier le raccompagne notamment en voiture à Paris, après l'avoir croisé par hasard chez Édith Boulogne lors d'une visite d'Ari, âgé de 23 ans, juste avant de rejoindre sa mère à Hanovre, pour l'accompagner dans sa tournée de 1986. Arrivé au métro, Delon le dépose et lui tape brièvement sur l'épaule, en lui disant : « Toi tu es mon pote »,, ajoutant : « Tu n’as ni mes yeux, ni mes cheveux » et : « Tu ne seras jamais mon fils,. » Les deux hommes ne se revoient qu'en 1995, lors de l'enterrement d'Édith Boulogne, cérémonie durant laquelle Ari attend en vain qu'Alain Delon lui adresse à nouveau la parole. Plus tard, Delon déclare prudemment : « Sa ressemblance avec moi doit être une coïncidence. »

### Les deux combats contre la drogue, de la mère et du fils
Depuis le début des années 1980, Nico est établie à Manchester, enregistrant sur différents labels, de plus en plus marginaux et confidentiels après s'être « installée durablement » à Paris, non loin de son fils, dès les années 1970.
Après la rencontre inopinée avec Delon en 1986, ponctuée d'une blague énigmatique de ce dernier sur son vrai père,, Ari part vivre à New York, à la recherche de sa mère, dort sur les trottoirs, tente de se suicider et tombe dans le coma pendant trois semaines. 
Sa mère vient à son secours. Dans un second temps, c'est ensuite le fils qui sauve sa mère en exigeant pour continuer à la voir, qu'elle cesse de prendre toute drogue. La chanteuse arrête la prise de tout produit et cesse sa carrière.
Nico meurt d'une chute de vélo à Ibiza en 1988, alors qu'à cette période, selon son manager Alan Wilde, elle retrouve un certain équilibre, a arrêté la drogue et mène une vie saine. 
Cette mort entraîne chez Ari, 26 ans, certaines crises d'angoisse et une seconde hospitalisation à New York. Philippe Garrel continue alors de l'aider et le jeune homme poursuit des cures de désintoxication. En 1993, il se réjouit d'être parvenu à se libérer de l'emprise de l'héroïne, à l'issue de sa dernière cure. 
Six ans plus tard, avec sa compagne Véronique, il a un fils, Charles, né en 1999 puis une fille, Blanche, née en 2006.

### Autobiographie d'Ari et recueil de poèmes de sa mère en 2001
En 2001, sort un nouveau film de Philippe Garrel consacré à Nico, aux allures de journal intime, où « fiction et réalité s'entremêlent », Sauvage innocence. L'œuvre raconte l'histoire d'un jeune cinéaste dont la femme, mannequin, est décédée de prise d'héroïne et qui veut faire un film pour dénoncer ce poison mais se heurte à un producteur véreux. Le film obtient le prix de la critique internationale à la Mostra de Venise. Longtemps après que sa mère a échoué dans une première démarche similaire alors qu'il est encore enfant, Ari Boulogne en 2001 apprend l'échec de sa procédure personnelle de demande de reconnaissance en paternité envers Alain Delon. Il découvre également qu'il « aurait pu la reprendre dans les deux ans qui ont suivi sa majorité, ce qu'il n'a pas fait. » Il entreprend dès lors plusieurs démarches pour reprendre le nom de sa mère et le transmettre à son propre fils, puis il publie une autobiographie,,, avec l'aide de sa compagne Véronique et de Daniel Mallerin, ami proche de sa famille d'adoption qu'il connaît depuis l'enfance et qui accepte de l'aider à retrouver l'adresse de sa mère à l'adolescence. En 2006, sa compagne Véronique lui donne un second enfant, une fille prénommée Blanche.
À cette période, Daniel Mallerin négocie avec les éditions Pauvert la publication simultanée d’un recueil de poèmes de Nico, intitulé Cible mouvante. Selon son éditrice Maren Sell, l'autobiographie d'Ari, L'amour n'oublie jamais, représente aussi un « hymne à la mère défunte », jusque-là vampirisée par des biographes l'ayant vendue « à la sauce aigrelette ». En termes d'expression poétique, Ari relate ses souvenirs d'enfance, sur les épaules de Bob Dylan et, de jeune homme, en pérégrinations nocturnes avec Serge Gainsbourg, chevalier servant d'Anne-Marie Rassam épouse de Claude Berri ou encore, déchargeant des camions aux halles de Rungis pour gagner sa vie. Déclarant aux micros de Mireille Dumas et Thierry Ardisson ne rien réclamer à Alain Delon, il mentionne l'avoir écrit « afin de ne pas rester sur la haine, mais lancer un appel à tous d'ouvrir les cœurs, afin de faire sauter les obstacles des non-dits ». La parution est retardée, l'éditeur devant prévenir tout risque de contestation du livre en justice.

### «Biopic» sur sa mère et recherche en paternité
Au printemps 2018, alors qu'« à 55 ans, il se repose dans une clinique à une heure de Paris », Ari est choqué par la sortie au cinéma d'un biopic consacré à sa mère, Nico, 1988 de Susanna Nicchiarelli - film insistant sur la « relation complexe et fusionnelle » de la chanteuse avec son fils, selon la critique dans Le Journal du dimanche. D'après lui, le film sur sa mère n'est qu'une « vision loufoque, sortie de l'imaginaire de gens qui n'ont pas côtoyé ». Nico n'a jamais été « malsaine », elle a déployé « un humour fou, sec et acide, avec un grand sens de la dérision » et elle s'est emparée « de la scène comme une lionne », lors des concerts. Il tient aussi à rappeler qu'elle a été « une très bonne mère. Elle m'a tout donné. Même la drogue, je l'ai vécue à fond avec elle sans que ce soit un problème. De mes 16 ans jusqu'à la fin, nous avons partagé la drogue, la même seringue. C'était une manière d'être ensemble. » Un an plus tard, le 5 septembre 2019, sur le plateau de l'émission télévisée Touche pas à mon poste ! sur la chaîne C8, Marie Soubrier Boulogne, nièce d'Alain Delon, révèle sans l'avoir consulté, qu'Ari a lancé une seconde action de reconnaissance en paternité visant Alain Delon, 18 ans après celle de 2001, et l'accusant d'être « sous influence » d'une femme qui l'aurait obligé à changer de numéro de téléphone portable,. Son avocat Michel-Guillaume Fleury réagit immédiatement contre ces propos qu'il qualifie de « complètement inventés », « à caractère diffamatoire » et souligne qu'Ari Boulogne, toujours bien joignable, n'a pas changé de téléphone portable,. L'avocat précise qu'Ari entretient « un sincère respect pour son père » Alain Delon et que son action de reconnaissance en paternité, datant de plusieurs semaines, est effectuée pour que ses deux enfants ne soient pas « privés de leur lien de filiation ».
Un an après, la justice déclare la juridiction française territorialement incompétente,. Puis la cour d'appel d'Orléans se déclare elle aussi « territorialement incompétente » parce qu'Alain Delon est officiellement devenu résident et de nationalité suisse, tandis qu'Ari Boulogne, victime d'un AVC, est sous curatelle.
En 2024, Blanche et Charles, les deux enfants d'Ari Boulogne, engagent, comme l'avaient fait leur père et leur grand-mère, une action en recherche de paternité, en Suisse puis en France , afin de faire reconnaître par une analyse ADN, l'identité biologique du père présumé d'Ari Boulogne. En mai 2024, un arrêt de la Cour de cassation décide ce que tous deux attendaient « depuis trois ans », estimant que « la France [pouvait] juger cette affaire », selon son avocate Saskia Ditisheim. Selon Laurence Mayer, avocate spécialisée en filiation, la France applique en la matière la loi du pays d’origine de la mère, l'Allemagne, et la recherche en paternité est imprescriptible dans le droit allemand « dans la mesure où l’enfant présumé a lui-même engagé des démarches ».
Le 23 mai 2024, un arrêt de la Cour de cassation confie la compétence pour traiter le dossier Ari Boulogne à la France, où son fils Charles a préalablement lancé une procédure similaire à laquelle sa demi-sœur Blanche Boulogne s'allie,. Durant cette période, le cinéaste Gérard Courant consacre un portrait muet en gros plan à Ari Boulogne, dans le cadre de son Cinématon (no 2735) pour lequel il apparaît dans le dénuement, sans avoir pu pallier la perte de ses incisives,.

### Décès à60 ans
Plusieurs jours après sa mort, le corps d'Ari Boulogne est retrouvé dans la nuit du 19 au 20 mai 2023, seul dans le petit appartement de deux pièces qu'il loue dans le 15e arrondissement de Paris, âgé de 60 ans et dont il ne sort plus, selon ses voisins.
À l'annonce de sa mort, son demi-frère putatif Anthony Delon lui rend hommage sur Instagram, faisant part de sa « grande tristesse ».
Les conditions tragiques de sa mort, comme leur traitement médiatique, choquent Daniel Mallerin, l'auteur de son autobiographie de 2001. Publiquement, l'écrivain révèle juste après cette disparition en avoir été la plume.
Selon le parquet de Paris, il est devenu hémiplégique et, avant sa mort, Ari se déplace en fauteuil roulant, à la suite de deux AVC. Son corps est découvert par sa compagne Yasmina, revenue avec son fils Fadhil, âgé de 21 ans, d'un séjour en province. Tous deux sont placés en garde à vue parce que soupçonnés de « non-assistance à personne en danger »,,. Le Figaro précise que sa compagne aurait déclaré aux policiers, qu'Ari Boulogne aurait succombé à une overdose et qu'elle n'a pas prévenu immédiatement les secours, pour éviter des poursuites. 
Le surlendemain sur la chaîne CNews, la nièce d'Alain Delon porte de graves accusations envers la compagne, affirmant, comme en 2019, qu'elle lui a interdit « de le voir depuis quatre ans » et qu'elle l'a drogué après l'avoir mis sous emprise. Selon cette nièce, avant 2019 Ari ne consomme plus de méthadone et ne s'administre plus rien de toxique. Toutefois, sa nouvelle compagne lui a ensuite « apporté des choses » relevant de la drogue et de l'accoutumance, car selon elle, Yasmina est persuadée qu'elle pourrait parvenir à obtenir une part de l'héritage d'Alain Delon,.
En mai 2023, ces déclarations télévisées valent à la compagne d'Ari Boulogne, une mise en examen pour « non-assistance à personne en danger, homicide involontaire, acquisition, détention, transport et cession de stupéfiants »,.
Ari Boulogne n'est inhumé que le 18 juillet 2023, en raison de différentes expertises menées pour tenter de déterminer la cause de sa mort ; il repose au cimetière de Jouy-en-Josas, dans les Yvelines, emplacement G-93.

## Filmographie
- 1966 : Ari and Mario d’Andy Warhol : l'enfant Ari
- 1966 : Chelsea Girls d’Andy Warhol : l'enfant Ari
- 1966 : The Velvet Underground and Nico d’Andy Warhol : l'enfant Ari
- 1972 : La Cicatrice intérieure de Philippe Garrel : le petit frère
- 1979 : L'Enfant secret de Philippe Garrel : le garçon
- 1984 : Cocaïne de Paul Morrissey : le drogué râleur
- 2002 : La Repentie de Lætitia Masson : l'homme au mariage
- 2003 : Nathalie... d'Anne Fontaine : l'homme d'un soir
- 2004 : Pas sages de Lorraine Groleau-Darrow : le père d'Anna

## Publication
- 2001 : L'amour n'oublie jamais, éditions Pauvert[57].